# Pulenat
Pulenat (tal. ponente što znači zapad) je zapadni vjetar, kod nas vrlo rijedak. Pojavljuje iznenadno, ne puše često ni dugo, ali zimi može dostići znatnu jakost, a tada ga nazivaju pulentada. Na južnom dijelu Jadrana ga nazivaju pulentara. Donosi kratkotrajnu i obilnu kišu te uzrokuje neugodno i uzburkano more.
Za pulenat i pulentadu postoji nekoliko zapisa kao npr. sljedeći:
- Bol na Braču: Kad on puše u moru je pravi raganj (=uragan) i sigurno će škontradura.[3]
- Vis: Kal pulent dvine devedeset na stu je sutra jugo.[4]

Zbog rasprostiranja obale Jadrana ponekad drugi vjetrovi pušu iz smjera zapada pa ih se ponekad smatra za zapadnjake iako oni to po svojim karakteristikama nisu. Takav je slučaj da se posljednji stadiji juga, odnosno lebića u pojedinim dijelovima Jadrana pušu više sa zapada nego s jugozapada. Sličan je primjer i pulentac, ponegdje i pulentić, ljetni vjetar koji ima sve karakteristike maestrala, ali puše iz smjera zapada.